# Setophaga ruticilla
Il codirosso americano (Setophaga ruticilla (Linnaeus, 1758)) è un uccello passeriforme della famiglia Parulidae.